# Chinchun
De Chinchun is een berg in Peru. De berg heeft een hoogte van 5.400 meter en maakt deel uit van het Andesgebergte.